# Polygala amphothrix
Polygala amphothrix är en jungfrulinsväxtart som beskrevs av Sidney Fay Blake. Polygala amphothrix ingår i släktet jungfrulinssläktet, och familjen jungfrulinsväxter. Inga underarter finns listade i Catalogue of Life.